# 柯爾特軍官ACP半自動手槍
柯爾特軍官ACP或柯爾特軍官型（英語：或）是一款由美国槍械製造商柯爾特在1985年作為對眾多售後市場公司要求生產M1911手槍的縮小型回應，而以槍械設計師約翰·白朗寧所設計的M1911手槍所研製和生產以後推出的單動操作扳機（SA）、半自動、彈匣供彈和後座式手枪，發射.45 ACP口徑手槍子彈。

## 歷史
1975年，岩島兵工廠研發了一款被稱為“將官型號手槍”的緊湊型M1911，用於發配美國陸軍和空軍的將官，但該手槍並無向民用市場出售。第二年，迪噸尼的設計師帕特·耶茨（Pat Yates）推出了其緊湊型“戰鬥大師”手槍，一把縮短型M1911，裝有3.5英寸槍管和縮短型握把式底把。看到這些緊湊型手槍的普及，其他手槍槍匠開始對客戶們提供類似的M1911縮短型轉換。
1985年，柯爾特研發了他倆自家的內部版本，並且將其命名為“柯爾特軍官ACP”；翌年，他們還推出了一款裝有铝製底把的輕便型版本，並且將其命名為輕便型軍官ACP，重量減輕了10盎司（僅24盎司，即680.39克、1.5磅）。當柯爾特推出一系列M1991（M1911的磷化處理版本，裝有80系列撞針保險）時，它包括一把與軍官ACP型尺寸相同的手槍。
此外還有與指揮官型長度槍管式套筒和合金製軍官型號底把混合的衍生型。其中一個版本是由TALO所生產，而另一個版本則是由槍械技巧學院的手槍槍匠所生產。2015年，TALO讓柯爾特工業推出有著威利·克拉普（Wiley Clapp）所指定的特徵以及槍匠皮特·斯嗯勒（Pete Single）所作的細線檢查的版本。

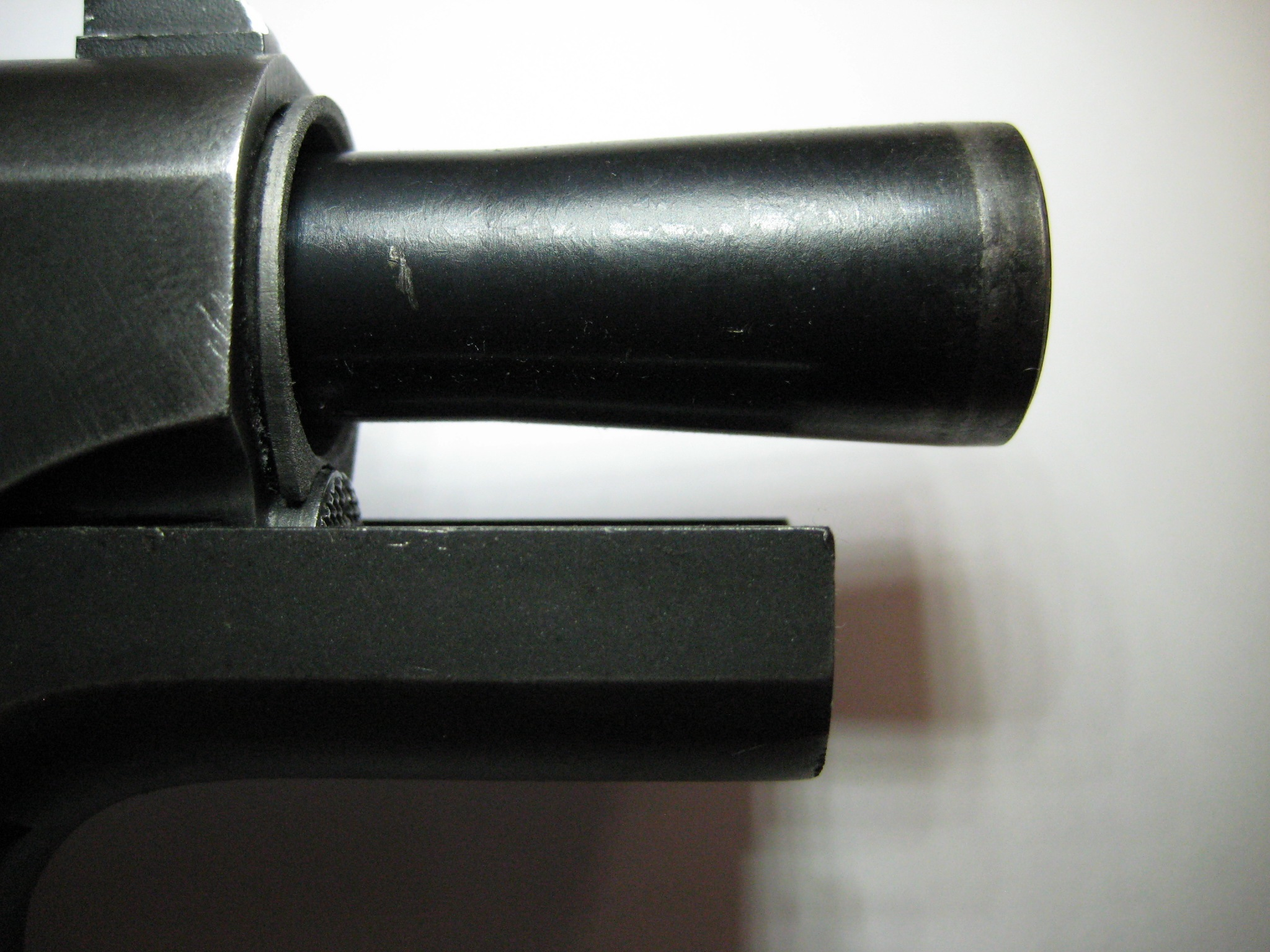
柯爾特M1991A1緊湊型喇叭狀槍管和OEM槍管襯套
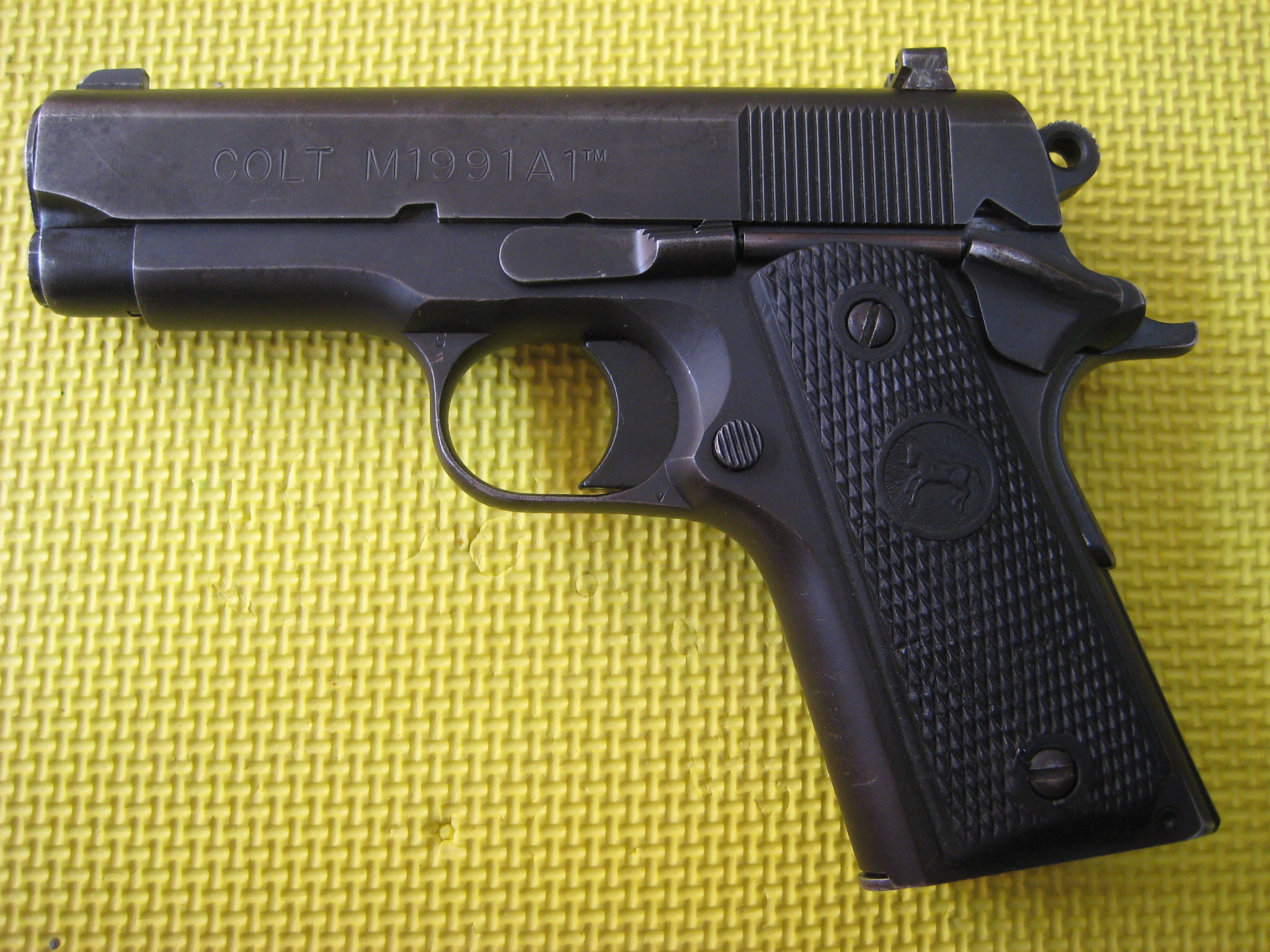
舊式滾印型（Old Rollmark Model，ORM）M1991A1緊湊型手槍
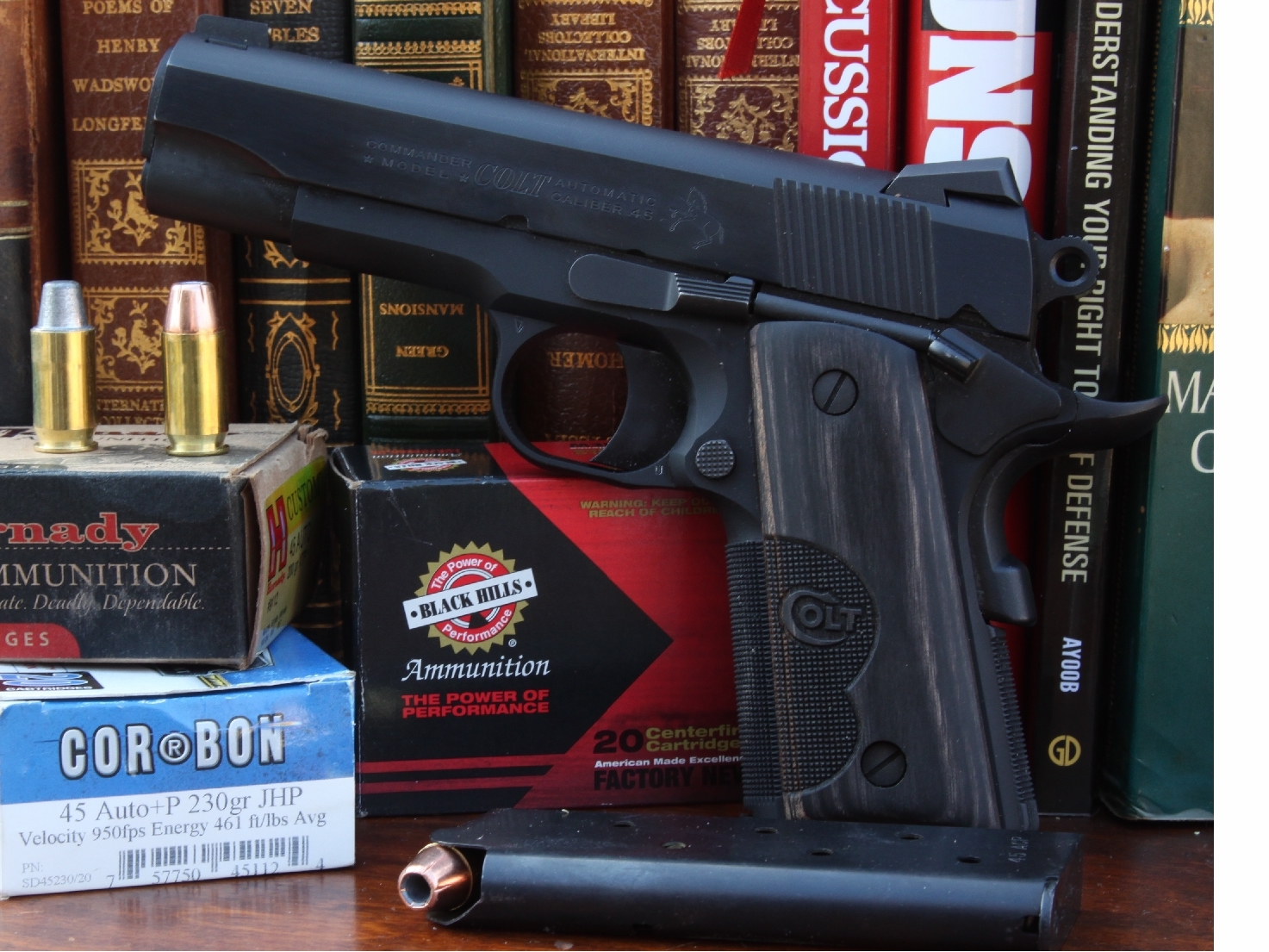
TALO／威利·克拉普隱蔽攜帶官員型號

儘管柯爾特軍官ACP型的尺寸緊湊，但亦因對彈藥的挑剔以及短槍管所急劇加重的後座力而受到了批評。槍械作者弗蘭克詹姆斯曾寫道，當在防身情況以下使用該槍時，較短的槍管造成的速度下降導致彈藥的性能要低於最佳水準。
通過修改，例如裝上售後零件取代原廠套管，並且巧妙地珩磨擊錘和阻鐵，可以提高其可靠性和準確性。除了扳機工藝以外，更複雜的改進還包括採用輕質部件取代原廠擊錘和阻鐵，安裝高质量的彈簧組件以及拋殼口內側修改為傾角。

## 資料來源
1. ↑  Ayoob, Massad. . Gun Digest Books. 2007: 7. ISBN 978-0-89689-525-6.
2. ↑  Malloy, John. . Dan Shideler  (编).  65. Krause Publications. 2010: 116. ISBN 978-1-4402-1337-3.
3. ↑  Ayoob, Massad. . Gun Digest Books. 2010: 25. ISBN 978-1-4402-0825-6.
4. ↑  Sapp, Rick. . F+W Media, Inc. 2007: 164. ISBN 978-0-89689-534-8.
5. ↑  James, Frank. . Iola, Wisconsin: Krause Publications. 2004: 185. ISBN 978-0-87349-899-9.

## 外部連結
- （英文）—HLebooks.com—Colt pistol Model Officer （页面存档备份，存于）